# Megachile modestissima
Megachile modestissima är en biart som beskrevs av Dalla Torre 1896. Megachile modestissima ingår i släktet tapetserarbin, och familjen buksamlarbin. Inga underarter finns listade i Catalogue of Life.